# Convent de Santa Clara (Vic)
El Convent de Santa Clara és un antic convent ubicat a la Plaça de la Malla de Vic, al centre mateix de la ciutat de Vic, a tocar la Catedral de Sant Pere, Museu Episcopal, Temple Romà i la Plaça Major, i protegit com a Bé Cultural d'Interès Local.
Es tracta d'un edifici conformat per una església i convent d'origen medieval. L' església es va reconstruir al 1961 a càrrec de l'arquitecte Josep Maria Bassols. La façana principal de l'església és llisa amb un únic portal de llinda plana emmarcat per una motllura senzilla. A la part superior s'obre una finestra octogonal a mode de rosassa. Coronant la façana hi ha un senzill campanar d'espadanya.
El 2014 es van iniciar unes obres de restauració de l'edifici, amb un projecte, dirigit per l'arquitecte Agustí Farrés, que incorpora llocs de reunions i seminaris, sales de conferències i de simposis, a més d'oratori i dependències de menjador i de convivència, nous espais ideats per afavorir l'intercanvi cultural, el foment del diàleg acadèmic i la intervenció i participació d'especialistes d'arreu. La primera planta de l'edifici acollirà les dependències de les dues comunitats permanents de fidels que està previst que s'allotgin al Centre.